# جون كريستغاو
جون فريدريك كريستغاو (11 فبراير 1934- 21 أغسطس 2018) هو مؤلف أمريكي لروايات واقعية.
ولد كريستغاو في كروكستون بولاية مينيسوتا.انتقل لاحقًا إلى كاليفورنيا، حيث التحق بجامعة ولاية سان فرانسيسكو. قام بالتدريس في العديد من المدارس الثانوية وقام بتدريب أول فريق كرة سلة في مدرسة "Crestmoor High School" في سان برونو، كاليفورنيا. عاش في بلمونت، كاليفورنيا.